# Norges damlandslag i basket
Norges damlandslag i basket spelade sin första landskamp 1968, och förlorade med 20-78 mot Danmark.

### Fotnoter
1. ↑  ”Norges Basketballforbund”. Arkiverad från originalet den 3 oktober 2011. https://web.archive.org/web/20111003162343/http://www.basket.no/landslag/Sider/Seniorkvinner.aspx. Läst 23 augusti 2011.